# Basketbola klubs Ķeizarmežs
Il B.K. Ķeizarmežs è stata una società cestistica avente sede a Riga, in Lettonia. Fondata nel 2005, giocava nel campionato lettone fino al 2010, quando ha cessato di esistere per problemi finanziari.
Disputa le partite interne nella Saulkrastu sporta centrs.